# Sobór św. Katarzyny w Jekaterynburgu
Sobór św. Katarzyny Aleksandryjskiej (ros. Собо́р во и́мя свято́й великому́ченицы Екатери́ны), zwany popularnie Soborem Jekatierińskim (ros. Екатерининский собор) – nieistniejący prawosławny sobór Jekaterynburga. Wzniesiony w latach 1758–1768, w czasach Imperium Rosyjskiego jeden z symboli miasta, wysadzony w 1930 r. przez władze bolszewickie.

## Historia

### Cerkiew św. Katarzyny (1723–1747)

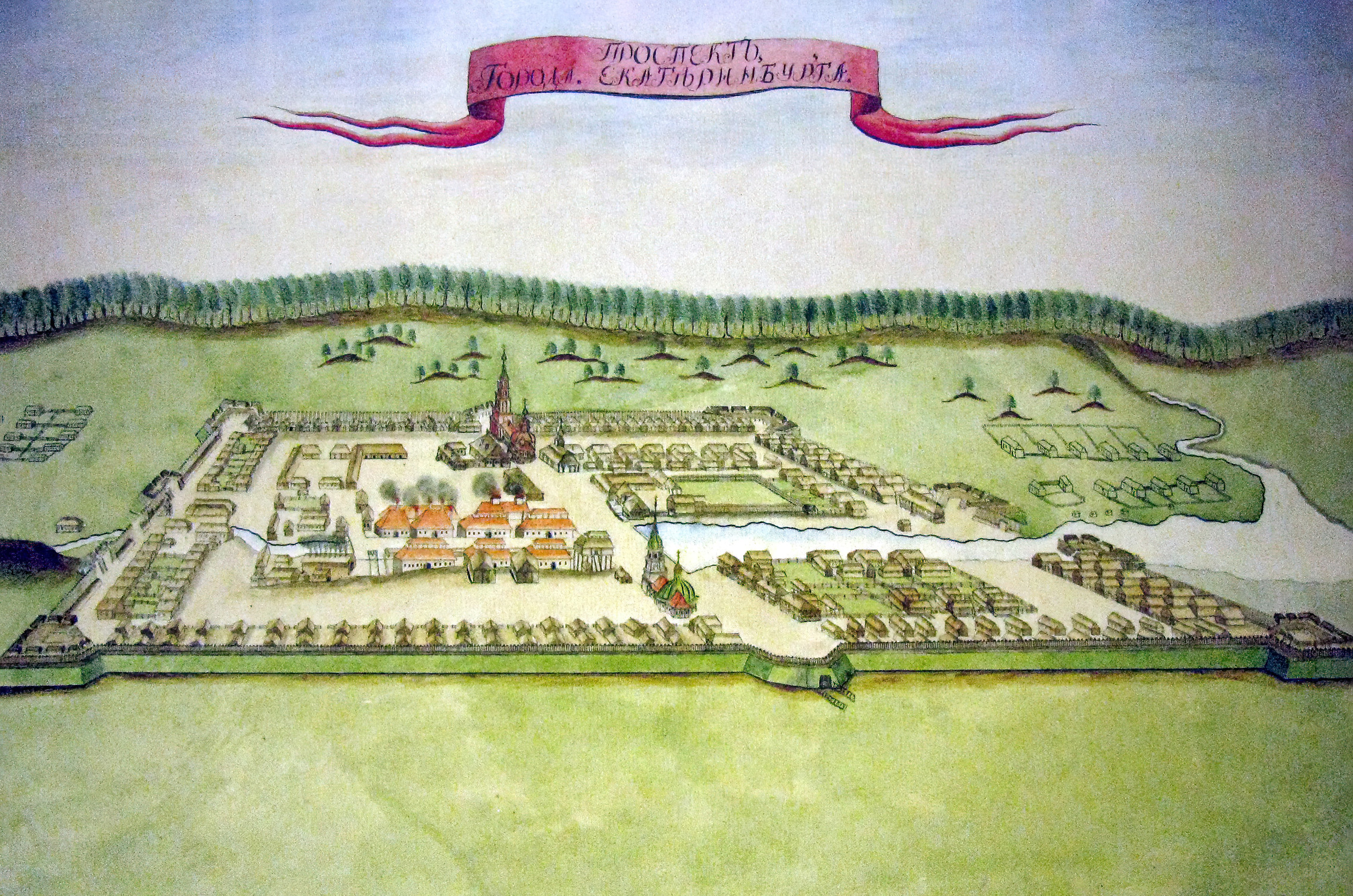
Jekaterynburg w pierwszej połowie XVIII wieku. Na mapie widoczna m.in. cerkiew św. Katarzyny.

Początki soboru sięgają pierwszych dziesięcioleci istnienia samego Jekaterynburga. W 1723 r. na prawym brzegu rzeki Iset powstały pierwsze manufaktury zajmujące się obróbką miedzi i żelaza, których patronką ogłoszona została św. Katarzyna Aleksandryjska. Święto dla pracowników fabryki, które później przekształcić się miało w ogólnomiejskie święto, obchodzono 7 grudnia – w dzień wspomnienia liturgicznego św. Katarzyny. 1 października 1723 roku, kapelan regimentu tobolskiego, Iwan Jefimow, poświęcił (do oficjalnej konsekracji miało dojść później) budynek cerkwi dedykowanej św. Katarzynie. Prace przy jej wznoszeniu rozpoczęły się jeszcze w styczniu tego samego roku. Pierwsza świątynia powstała w zasadzie bez żadnego skomplikowanego planu architektonicznego, a wzniesiona została przez pracowników wspomnianej manufaktury. Materiały jakich użyto do budowy to przede wszystkim drewno i cegła, obok budynku cerkiewnego wzniesiono także dzwonnicę. Cały rok zająć miał proces kompletowania wszystkich najważniejszych sprzętów liturgicznych i innych przedmiotów, potrzebnych do prowadzenia regularnych nabożeństw – młode miasto oraz jego mieszkańcy nie posiadali niezbędnych środków do szybkiego wyposażenia świątyni. Przez następne dwadzieścia lat cerkiew ta miała być jednym z nielicznych obiektów kultu religijnego w Jekaterynburgu.
Pierwszym duszpasterzem świątyni został Fieodosij Wasiljewicz Florowski. 27 lutego 1726 r. z błogosławieństwem metropolity syberyjskiego i tobolskiego Antoniego, archimandryta monasteru Ikony Matki Bożej „Znak” w Tobolsku konsekrował cerkiew św. Katarzyny w Jekaterynburgu. Sprawujący zarząd nad miastem Georg Wilhelm de Gennin, wystarał się w międzyczasie o dostarczenie do świątyni potrzebnych ksiąg, paramentów oraz szat liturgicznych, pochodzących głównie z Tobolska. Pod koniec czerwca 1726 roku cesarzowa Katarzyna I przysłała świątyni w darze kolejne księgi, szaty, a także naczynia liturgiczne. Cesarski dar składał się z Ewangeliarza ozdobionego srebrem, zestawu dwudziestu pięciu ksiąg oraz srebrnych naczyń liturgicznych. W pobliskiej manufakturze z czerwonej miedzi wykonano żyrandol na 36 świec oraz inne przedmioty mające oświetlać cerkiew. Ikony oraz ikonostas zostały dostarczone przez miejscowych mnichów i artystów, ale zdaniem współczesnych nie przedstawiały one większej wartości, a sposób ich wykonania był raczej marny. W cerkiewnej dzwonnicy umieszczono 9 różnej wielkości dzwonów.
Już w pierwszych latach działalności cerkwi duchowieństwo, obok posługi liturgicznej, zaangażowało się w działalność charytatywną. We wrześniu 1736 r. przy parafii otwarto dom opieki, w którym schronienie znaleźli starzy, schorowani lub niezdolni już do pracy, robotnicy z pobliskich zakładów, a także ubodzy weterani miejscowego garnizonu wojskowego. Pośpiech z jakim wznoszono świątynię, kiepska jakość materiałów budowlanych oraz ciężkie warunki klimatyczne panujące na tym obszarze – wszystko to sprawiło, że stan techniczny obiektu zaczął szybko się pogarszać. Jeszcze w 1732 r. Georg de Gennin ogłosił zamiar rozebrania rozpadającej się cerkwi i postawieniu na jej miejscu nowej, tym razem już murowanej budowli. Rozpoczęto prace przygotowawcze, ale zostały one przerwane przez zmianę na najwyższym szczeblu jekaterynburskiej administracji. Nowy zarządca miasta, Wasilij Tatiszczew anulował plany swego poprzednika i zarządził uprzątnięcie terenu wokół cerkwi św. Katarzyny. Zamiast budowy nowego obiektu kultu, polecił remont starego budynku. W czerwcu 1737 r. zarządził wymianę dachu cerkwi oraz naprawę innych elementów budowli, które tego wymagały. W kolejnych latach dokonywano jeszcze szeregu remontów oraz prowizorycznych napraw w świątyni.
Wszystkie te problemy z utrzymaniem rozpadającej się cerkwi spowodowały, że w 1742 r. powrócono do pomysłu zastąpienia jej nową budowlą. W 1743 r. architekt Johann Werner Miller opracował plan budowy nowego obiektu. Wzorował się na budowanych w tym czasie w stołecznym Petersburgu świątyniach, a sama cerkiew wzniesiona miała zostać w stylu rosyjskiego baroku. 13 lutego 1744 roku projekt został przesłany z Moskwy do Jekaterynburga, a zakładał on m.in. wykorzystanie 800 648 cegieł jakie potrzebne były do wzniesienia budynku. W 1746 r. metropolita syberyjski i tobolski Antoni polecił ogłoszenie wiernym w Jekaterynburgu prośby o wsparcie dzieła budowy nowych cerkwi, gdyż zdaniem biskupa mieszkańcy miasta nie wywiązywali się należycie ze pomocy Kościołowi Prawosławnemu. Uważał on, że w Jekaterynburgu istniało wciąż za mało cerkwi i parafii. 26 września 1747 r. jekaterynburska cerkiew św. Katarzyny spłonęła.

### Budowa nowej świątyni (1747–1764)

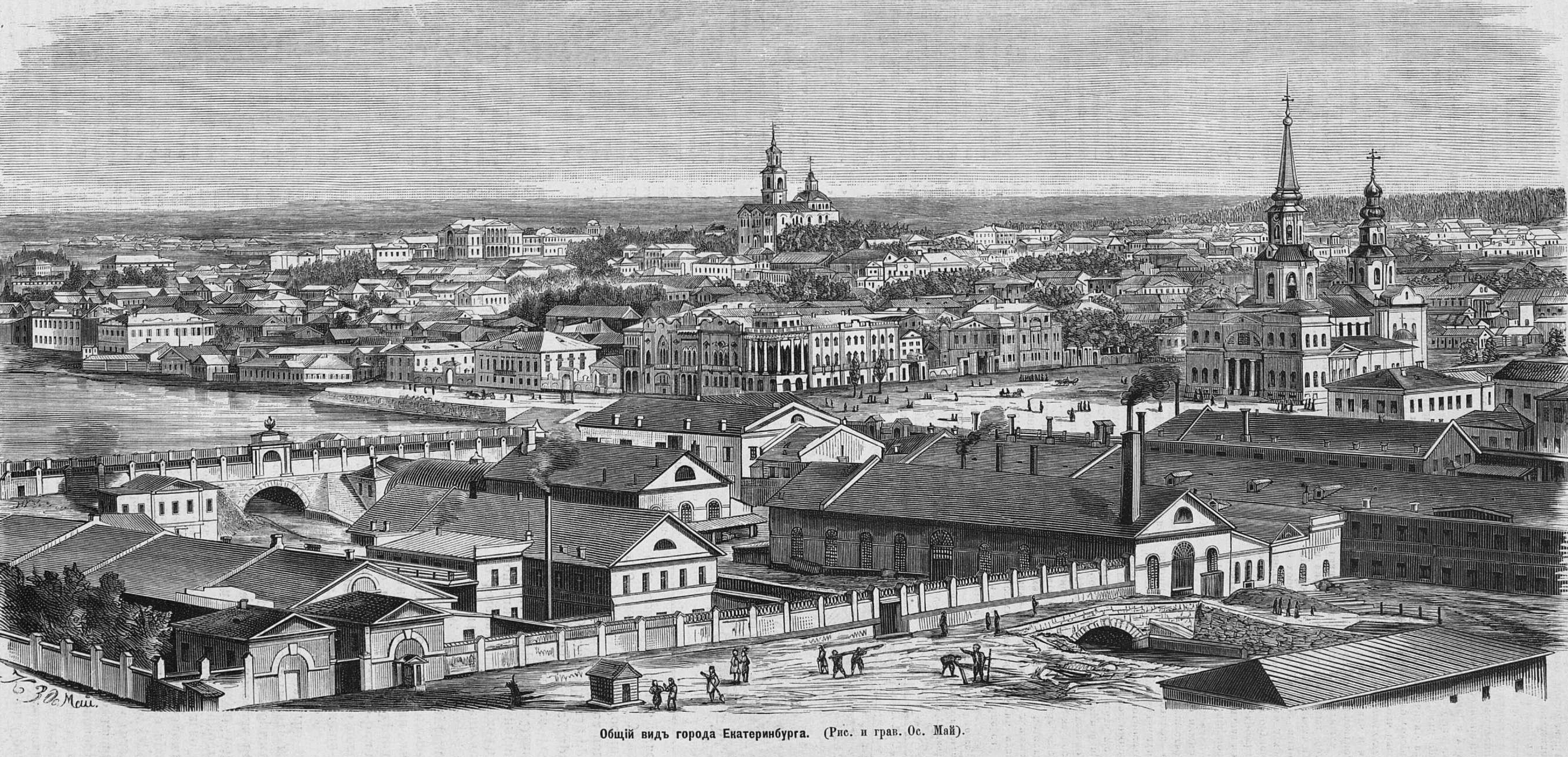
Jekaterynburg w XIX wieku. Z prawej strony widoczny sobór św. Katarzyny.

Pożar z 26 września 1747 r. strawił budynek cerkwi w zaledwie trzy godziny. Chociaż spłonął on do gołej ziemi, to udało się uratować zdecydowaną większość ksiąg, sprzętów i szat liturgicznych. Cerkiew w poprzedniej postaci nie nadawała się do odbudowy, tymczasowo postanowiono wznieść drewnianą cerkiew Objawienia Pańskiego, która obok cerkwi Przemienienia Pańskiego, stała się jedyną czynną prawosławną świątynią Jekaterynburga. W 1756 r. miasto liczyło już ponad tysiąc domostw i zamieszkiwane było przez 5726 osób; władze kościelne i miejskie zdały sobie sprawę, że tak mała liczba miejsc kultu religijnego nie jest w stanie sprostać zapotrzebowaniu wiernych. Dla szybko rozwijającego się miasta budowa reprezentacyjnej i co ważne murowanej świątyni (dotychczasowe były zawsze drewniane) stała się sprawą prestiżową. Także wierni zaczęli domagać się wzniesienia w mieście tego typu świątyni, najlepiej o statusie soboru, który to najlepiej miałby oddawać rosnącą rolę miasta na tym obszarze Imperium Rosyjskiego. Z archiwów wydobyto projekt Johanna Millera, pochodzący z 1742 r., ale szybko zdano sobie sprawę, że nie będzie on w pełni spełniał nowych warunków stawianych przez władze miejskie i kościelne. Został on więc zmodyfikowany przez innego architekta, Afanasija Kiczigina.
23 grudnia 1757 r. synod eparchii syberyjskiej i tobolskiej zdecydował o budowie nowego obiektu sakralnego w Jekaterynburgu. 16 sierpnia 1758 r. protojerej Fieodor Koczniew poświęcił kamień węgielny pod przyszły sobór. Jego budowa miała zostać sfinansowana zarówno ze źródeł państwowych, kościelnych, jak i prywatnych ofiar – te ostatnie wyniosły łącznie 9871 rubli i 35 kopiejek. Już z samego początku pojawiły się problemy przy budowie, gdyż wykwalifikowani murarze i robotnicy z Jekaterynburga i Solikamska zażądali zbyt wysokiego wynagrodzenia jak na możliwości fundatorów. Z tej przyczyny ostatecznie sięgnięto po specjalistów z Jarosławia, pod kierownictwem I. Dubowa. Jednak jak się okazało jakość wykończenia i prac jakie oni oferowali była zbyt niska, dlatego w 1759 r. zatrudniono ostatecznie miejscowych robotników, na czele których stali pochodzący z Wierchoturia bracia Grigorij i Iwan Tatarinow. W rok później dołączyli do nich murarze solikamscy, którym przewodził Iona Kremlew. Latem na budowie pracowało ponad 250 robotników, a w miesiącach zimowych około 40.

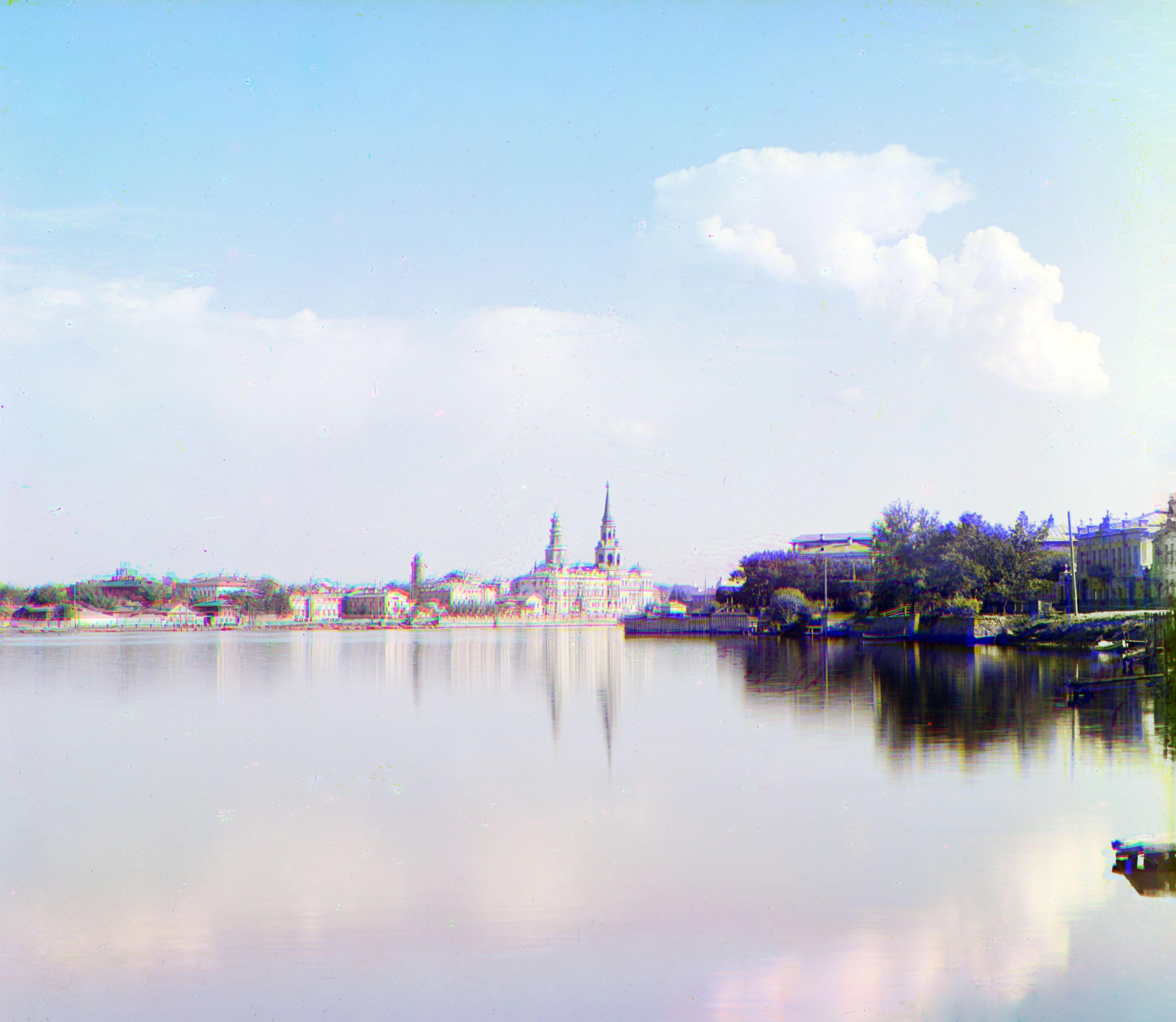
Jekaterynburg w 1910 roku. Widoczne wieże soboru Jekatierińskiego.

W 1761 r., obok wznoszonego budynku przyszłego soboru, otwarty został dom opieki nad biednymi wdowami i sierotami. W tym samym roku zdecydowano u budowie w dzwonnicy kaplicy poświęconej niedawno kanonizowanemu świętemu Dymitrowi z Rostowa. Od 1763 r. rozpoczęto kolekcjonowanie nowego wyposażenia świątyni, oprócz elementów dekoracyjnych, m.in. ksiąg, szat i paramentów liturgicznych. 22 lipca 1763 r. konsekrowano pierwszą północną kaplicę soboru, poświęconą świętemu archidiakonowi i pierwszemu męczennikowi Szczepanowi, a samej uroczystości przewodniczył wspomniany już Fieodor Koczniew (z błogosławieństwem metropolity Pawła). 23 września 1764 r. Fieodor Koczniew, ponownie z błogosławieństwem metropolity Pawła, konsekrował południową kaplicę soboru, którą dedykowano św. Janowi Teologowi. W październiku tego samego roku konsekrowano kaplicę w dzwonnicy poświęconą Dymitrowi z Rostowa. W obu kaplicach umieszczono czterorzędowe ikonostasy, w każdym z nich znajdowało się ponad 29 ikon. By ukończyć budowę, lokalne władze kościelne musiały zaciągnąć pożyczki, pochodzić one miały zarówno ze źródeł zewnętrznych jak i od innych parafii i cerkwi, pożyczać musiano także materiały budowlane. 21 grudnia 1767 r. metropolita Paweł wydał dekret zapowiadający konsekrację głównej świątyni, a wiadomość ta dotarła do Jekaterynburga w dniu 31 grudnia 1767 r. Przy błogosławieństwie metropolity uroczyste poświęcenie odbyło się ponownie pod przewodnictwem Fieodora Koczniewa.
Sobór św. Katarzyny w Jekaterynburgu zbudowany został w stylu rosyjskiego baroku, w tzw. odmianie uralskiej lub według innej terminologii w odmianie syberyjskiej. Elewacje budynku początkowo pomalowano na szaro, lecz później w trakcie kolejnych restauracji świątyni kolory ścian parokrotnie ulegały zmianie. Trzypiętrowa zwarta dzwonnica miała wysokość 56,4 metrów, a umieszczono w niej 9 dzwonów, z których największy o masie 850 pudów i 8 funtów, czyli 13 926 kilogramów. Wieża służyła jako strażnica, z której obserwować można było niemal całe miasto, a także jako miejsce z którego wypatrywano pożarów. Wnętrza były przestronne, ale sobór nie posiadał żadnego systemu ogrzewania, co sprawiało, że z głównej świątyni korzystano jedynie od maja do października. W miesiącach zimowych główne nabożeństwa liturgiczne przenoszone były do pozostałych kaplic, w których temperatury nie były tak niskie jak w głównej nawie świątyni.

### Sobór w wieku XIX i początkach XX wieku (1764–1917)
W latach siedemdziesiątych XIX wieku duchowieństwo soboru św. Katarzyny w Jekaterynburgu składało się z jednego protojereja, 3 kapłanów, 3 diakonów i 3 lektorów. Wtedy też przy soborze otwarto cmentarz, na którym to spoczywać mieli szczególnie zasłużeni dla miasta i Rosyjskiego Kościoła Prawosławnego obywatele. Duchowieństwo zajmowało się także oświatą, nauczało w pobliskim instytucie górniczym, a także w szkołach publicznych. 
W pierwszej połowie XIX wieku dokonano przebudowy budynku świątyni. Kierował nią architekt Michaił Małachow, którego ślub odbył się w murach soboru. Z polecenia Małachowa dodano do bryły świątyni, szczególnie lubiane przez niego, klasycystyczne portyki. W 1809 r. duchowieństwo soborowe wystąpiło z prośbą do metropolity o zgodę na zamknięcie kaplicy św. Dymitra z Rostowa – z uwagi m.in. na chłód tam panujący oraz kiepskie rozwiązania architektoniczne, które powodowały ciasnotę wiernych i kleru. Kaplica miała zostać powiększona i przebudowana w taki sposób, by w ciągu zimy nie osiągano już tam tak niskich temperatur. W 1810 r. zlikwidowano kaplicę św. Dymitra z Rostowa, a w ciągu kolejnych dwudziestu lat, w wyniku postępujących prac rekonstrukcyjnych, powiększono teren dawnej kaplicy, którą przekształcono w tzw. górną cerkiew dedykowaną Świętej Trójcy. Została ona poświęcona 12 czerwca 1834 r. przez biskupa-wikariusza Jewłampija i umieszczono w niej dwurzędowy ikonostas z 19 ikonami. W 1809 r. rekonsekrowano kaplicę św. Jana Teologa, a w 1816 – kaplicę św. Szczepana. W latach czterdziestych podjęto kolejne próby rozwiązania problemu mrozów panujących w soborze, dokonując kolejnej przebudowy wnętrz i zmiany położenia niektórych ścian i łuków – efekty tych prac były niezadowalające. Dopiero w 1896 r. kolejny remont świątyni poprawił sytuację na tyle, że użytkowanie soboru stało się możliwe w miesiącach zimowych. Po przebudowie z początku XIX wieku sobór św. Katarzyny mógł pomieścić łącznie około 8 tysięcy wiernych.
Parafia św. Katarzyny w Jekaterynburgu została oficjalnie erygowana jeszcze w 1726 r., w 1747 r. została zlikwidowana po pożarze pierwszej cerkwi, a przywrócono ją w 1763 r. W 1806 r. parafia skupiona wokół soboru liczyła 3326 wiernych. Od lat dwudziestych XIX wieku we wnętrzu soboru przechowywano relikwie św. Symeona Wierchoturskiego, które cieszyły się szczególnym kultem wśród mieszkańców Jekaterynburga i okolic. Znajdował się tu także m.in. znacznej urody kielich, wraz z pateną i asteryskiem wykonanymi z topazu. Duchowieństwo dysponowało krzyżem używanym do błogosławieństw wiernych, wysadzanym m.in. topazami i ametystami. Ewangeliarze ozdobione były jaspisem, łączna liczba ewangeliarzy ozdobionych kamieniami szlachetnymi wynosiła 13. Także darochranitelnica udekorowana była wieloma kamieniami szlachetnymi. Relikwiarz kryjący fragmenty szczątków św. Symeona Wierchoturskiego wykonany był ze srebra. Od 1869 r. w soborze zawieszony był także sztandar jednego z uralskich batalionów, ofiarowanego przez imperatora Aleksandra II 1 stycznia 1861 r. z okazji jego stulecia. 13 listopada 1849 r. Fiodor Aleksiejewicz Michajłow (późniejszy inicjator powstania jekaterynburskiej cerkwi Wszystkich Świętych) ufundował nowe złote dekoracje wnętrz soborowych, a także malowideł, obrazów oraz strojów liturgicznych. W 1879 r. Aleksandr Wołkow także przekazał środki na nowe dekoracje, a zewnętrzne ściany soboru ozdobione zostały kolumnami i portalami, co sprawiło, że uzyskał on swój ostateczny wygląd. Zbiory świątyni zaprezentowano w 1887 r. w czasie Wystawy Uralsko-Syberyjskiej odbywającej się w Jekaterynburgu.
W początkach XX wieku parafia obejmowała swoim zasięgiem centralne i wschodnie tereny Jekaterynburga. W 1900 r. liczba parafian soboru wynosiła 4576 osób. Byli to głównie kupcy, bogaci mieszczanie, oficerowie oraz pracownicy administracji publicznej. Od 1887 r. duchowieństwo soboru kierowało szkołą parafialną męską (naukę podjęło 60 uczniów), od 1894 – żeńską (naukę podjęło 65 uczennic), a od 1898 – szkołą mieszaną (św. Eliasza). W 1898 r. otwarto kolejną szkołę żeńską (św. Symeona), a 4 lata wcześniej powołano specjalne parafialne kuratorium, które miało wspierać i rozwijać edukację w mieście. Na jego czele stanął protojerej Michaił Niekrasow, a w 1908 r. pod opieką tego kuratorium znajdowało się łącznie 174 uczniów i uczennic. Czynna była biblioteka, która według kwerendy przeprowadzonej w 1920 r. liczyła 1237 woluminów. Z powodzeniem funkcjonował także chór, składający się z 9 dorosłych mężczyzn i 15 chłopców. Pod sobór podlegało kilka innych cerkwi na terenie miasta, m.in. cerkiew Wszystkich Świętych (do 1904 r.).

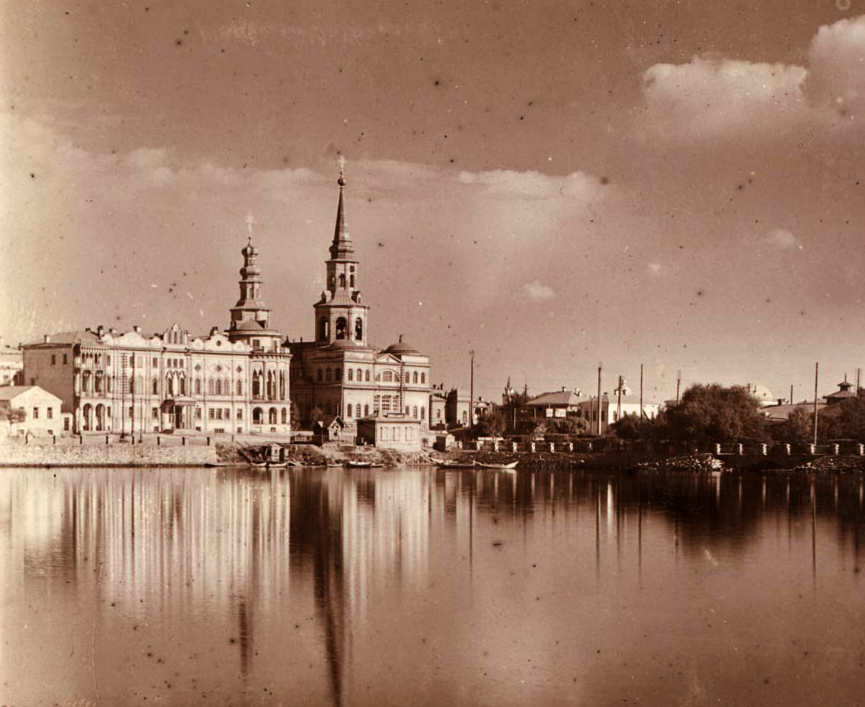
Sobór św. Katarzyny w 1910 r.

Świątynia po wszystkich przebudowach jakie przeszła w XIX wieku miała 55,5 metrów długości i 40,5 metrów szerokości. Była ona ponad dwukrotnie większa od innych najważniejszych soborów miasta. Na jednej z jej wież znajdował się zegar, według którego mieszkańcy miasta regulowali swoje zegarki. Na jego terenie grzebano wybitnych obywateli miasta, odbywały się tu miejskie uroczystości, a oddziały wojskowe i górnicy składali swe przysięgi. Sobór św. Katarzyny w Jekaterynburgu do 1917 r. był jednym z najważniejszych symboli miasta i jego największą świątynią, a jego wieża trzecią co do wielkości budowlą (po Wielkim Złatouście i wieży soboru Objawienia Pańskiego).

### Czasy sowieckie i zniszczenie soboru (1917–1930)
Wielkie zmiany dla soboru nadeszły wraz z upadkiem Imperium Rosyjskiego. W wyniku Rewolucji lutowej w chaosie pogrążył się nie tylko kraj, ale także eparchia jekaterynburska. Jej ordynariusz, biskup Serafin publicznie poparł dynastię Romanowów i wkrótce znalazł się w otwartym konflikcie, nie tylko z Rządem Tymczasowym, ale także z duchowieństwem własnej diecezji. Spór ten doprowadził do usunięcia Serafina z urzędu biskupiego. Po osadzeniu w areszcie patriarchy Tichona w maju 1922 r. rozpoczął się rozłam w Rosyjskim Kościele Prawosławnym, który wkrótce miał dotknąć także ziem uralskich. 20 sierpnia 1922 r. w soborze św. Katarzyny odbył się zjazd przedstawicieli duchowieństwa prawosławnego, którzy reprezentowali zarówno miejskie jak i wiejskie parafie eparchii. Delegaci wypowiedzieli posłuszeństwo patriarsze i przeszli na stronę tzw. odnowicielstwa (renowacjonistów), ruchu Żywej Cerkwi. Konflikt w łonie rosyjskiego prawosławia sprawił, że wkrótce świątynie eparchii podzielone zostały pomiędzy zwolenników patriarchy Tichona, odnowicielstwa oraz ruchu grigoriewców.
Po zakończeniu rosyjskiej wojny domowej i ugruntowaniu się władzy bolszewickiej w mieście, władze rozpoczęły różnego rodzaju akcje nieustannych represji skierowanych przeciwko prawosławnemu duchowieństwu i szczególnie zaangażowanym w życie religijne wiernych. W 1920 r. po nacjonalizacji majątków kościelnych, zainicjowano politykę tworzenia rad parafialnych nowego typu, które miały zarządzać świątyniami (i w ten sposób ograniczyć wpływy duchownych na różne decyzje związane z administrowaniem mieniem parafii) – tego rodzaju proces został przeprowadzony także w soborze Jekatierińskim. Jeszcze w 1919 r. zlikwidowano wszystkie szkoły i inne placówki edukacyjne prowadzone przez duchowieństwo. W tym samym roku, w ramach akcji otwarcia relikwii otwarto i sfotografowano relikwie przechowywano w soborze, ale nie doszło jeszcze do ich rekwizycji. W 1922 r. przeprowadzono proces konfiskaty majątku Rosyjskiego Kościoła Prawosławnego. W jekaterynburskim soborze św. Katarzyny, który uchodził za jeden z najbogatszych w mieście, przejęto łącznie 170 kilogramów srebra i kamieni szlachetnych. Ograbiono ikony i dekoracje, odebrano naczynia liturgiczne i inne cenniejsze przedmioty przechowywane w świątyni. Po przeprowadzonej akcji przez jakiś z powodu braku odpowiedniego wyposażenia w murach soboru nie mogły odbywać się żadne nabożeństwa. 

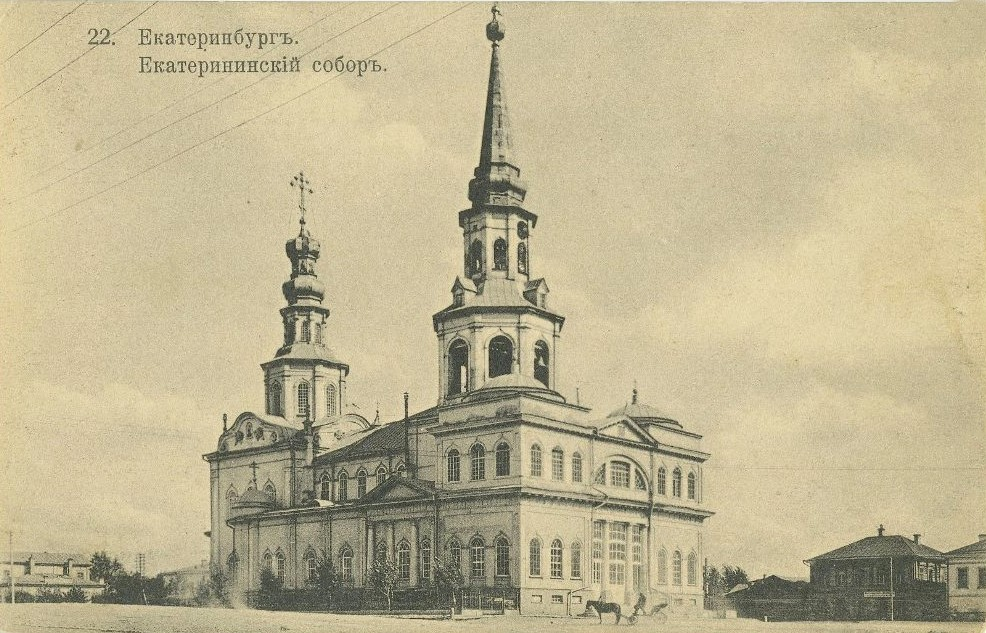
Archiwalne zdjęcie soboru

W 1924 r. przy poparciu władz sowieckich i służb bezpieczeństwa sobór przeszedł w ręce Odnowicielstwa. Utworzona zostaje parafia na której czele stanął protojerej I. Ufimcew, który skupił wokół siebie grupę około 50 osób. Pozostali wierni, będący w zdecydowanej większości, bo liczący prawie 500 osób oprotestowali tę decyzję władz i eksmitowali Ufimcewa i jego zwolenników z murów świątyni. Stan napięcia przerodził się w otwarty konflikt, podczas którego niezadowoleni wierni blokowali dostęp nie tylko do soboru, ale także pobliskie ulice. Zajścia wokół soboru Jekatierińskiego trwały ponad tydzień. Ostatecznie interweniowała milicja, która przywróciła porządek zgodny z linią polityczną partii bolszewickiej. Władze określiły te wydarzenia jako „działalność kontrrewolucyjną i antysowiecką”, a następnie rozpoczęły represje wobec uczestników zajść. Sam sobór został na jakiś czas zamknięty i był strzeżony przez służby porządkowe. Mimo protestu przeszło 840 osób (wielu z nich było później represjonowanych), sobór św. Katarzyny został ostatecznie przekazany Odnowicielstwu w 1925 r. i stał się siedzibą biskupów tego odłamu prawosławia. Mimo państwowego wsparcia dla ruchu Żywej Cerkwi sobór został obłożony wysokimi podatkami, które uniemożliwiały nie tylko przeprowadzanie remontów zabytkowego obiektu, ale także zakupu nowych sprzętów liturgicznych czy prowadzenie stałego chóru.
2 października 1929 r. z nakazu władz bolszewickich, lokalna prasa swierdłowska rozpoczęła nagonkę na duchowieństwo soboru, a także podała w wątpliwość sens istnienia świątyni w centrum miasta. W ten sposób rozpoczęła się oficjalna kampania domagająca się „w imieniu ludu robotniczo-chłopskiego” zburzenia świątyni jako symbolu opresji i klerykalizmu. 25 października 1925 r. skonfiskowano przechowywane w soborze relikwie św. Symeona Wierchoturskiego i przekazano je do Swierdłowskiego Obwodowego Muzeum Krajoznawczego. W styczniu 1930 r. rozpoczęto kolejną nagonkę skierowaną przeciwko soborowi św. Katarzyny – tym razem celem ataku stały się dzwony. Zostały one zarekwirowane i miały zostać przetopione by wspomóc politykę forsownej industrializacji prowadzonej w kraju. Jeszcze w lutym władze inspirowały protesty robotników miejskich, którzy zaczęli „domagać się” zamknięcia soboru, a następnie jego wysadzenia i przeznaczenia uzyskanego w ten sposób materiału do celów budowy socjalizmu. 15 lutego 1930 r. Swierdłowska Rada Miejska zdecydowała o zamknięciu soboru i likwidacji parafii – stwierdzono także, że była to wola ponad 37 tysięcy robotników, którzy „żądali” zamknięcia i zniszczenia świątyni. Podobny los spotkał sobór Objawienia Pańskiego, który także został przez władze zamknięty i wysadzony. Decyzja władz sprawiła, że wierni w liczbie około 200 osób (różnych odłamów) mieli przenieść się do cerkwi Wszystkich Świętych. 3 marca 1930 r. z soboru usunięto znaczną część, niezrabowanych dotychczas, sprzętów i ksiąg liturgicznych oraz wyposażenia i przetransportowano je do wspomnianej wyżej cerkwi. 5 kwietnia 1930 r. komisja do spraw rozbiórki obiektów kultu zadecydowała, że zniszczenie soboru ma zakończyć się w przeciągu najbliższych 3 dni. Sobór św. Katarzyny w Jekaterynburgu przestał istnieć 8 kwietnia 1930 r.

## Stan obecny

### Kaplica św. Katarzyny

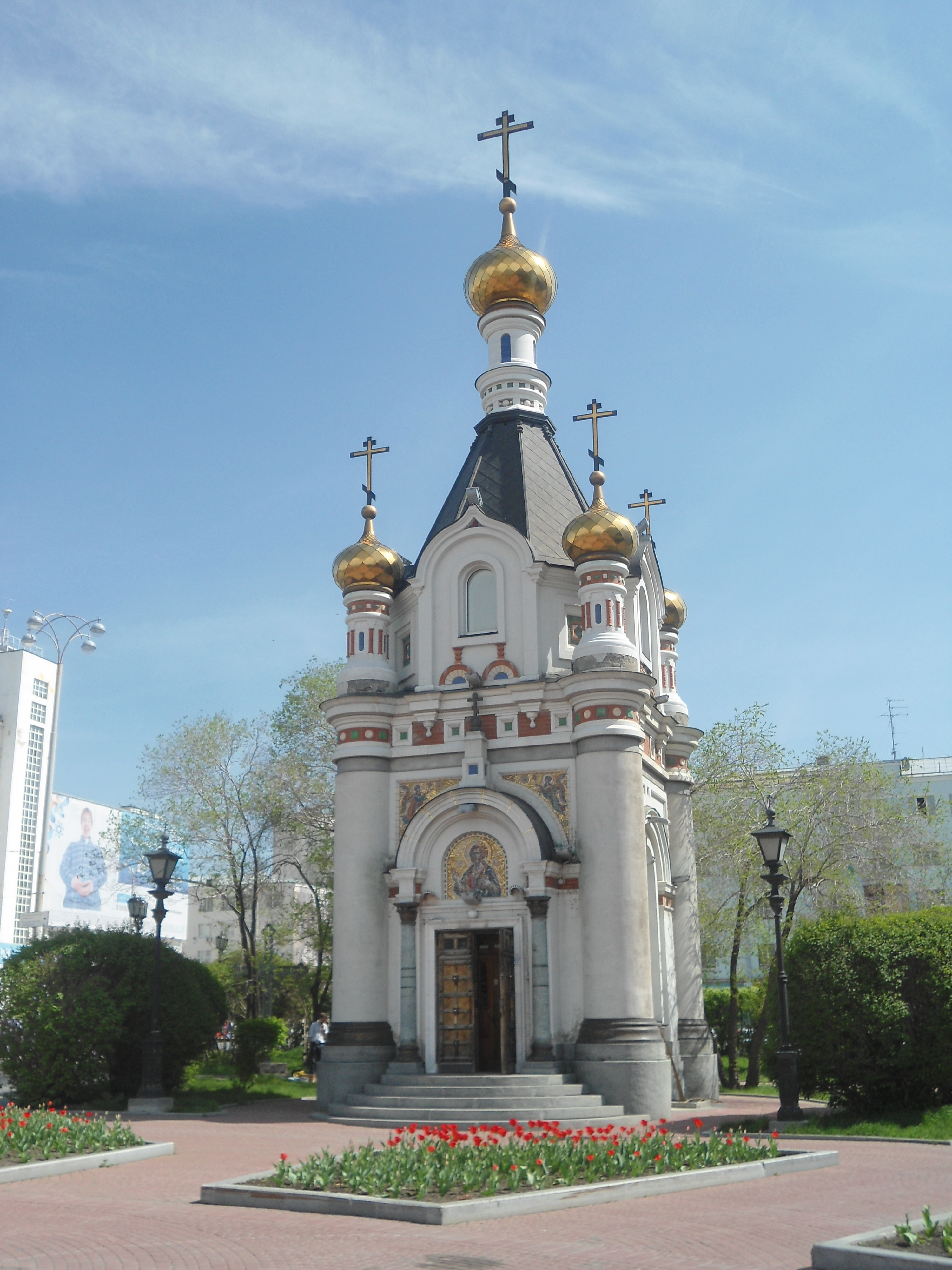
Kaplica św. Katarzyny wzniesiona na miejscu ołtarza głównego dawnego soboru

Po wysadzeniu soboru na jego miejscu powstał plac Pracy, pośrodku którego umieszczoną socrealistyczną fontannę o nazwie Kamienny Kwiat. Wokół niej powstała przestrzeń z terenami zielonymi. 18 sierpnia 1991 r. na miejscu w którym niegdyś znajdował się ołtarz główny soboru Jekatierińskiego postawiono drewniany krzyż, mający przypominać o dawnym przeznaczeniu tego terenu. W 1998 r. z okazji 275 rocznicy założenia Jekaterynburga w miejscu tym zbudowaną małą kaplicę poświęconą św. Katarzynie. Nieśmiałe pomysły sugerujące możliwość odbudowy całego soboru były wówczas odrzucane. Przeciwko takiej możliwości mieli się wypowiedzieć zarówno gubernator obwodu swierdłowskiego, Eduard Rossiel, jak i przedstawiciele władz miasta z merem, Arkadijem Czernieckim na czele.

### Propozycja odbudowy soboru
18 marca 2010 r. ordynariusz jekaterynburski, arcybiskup Wincenty ogłosił, że strona kościelna w porozumieniu z władzami obwodowymi rozważa możliwość odbudowy soboru św. Katarzyny. Władze eparchii stwierdziły, że wzniesienie kaplicy św. Katarzyny pod koniec lat dziewięćdziesiątych XX wieku było pierwszym krokiem w kierunku odbudowy całej bryły dawnego obiektu sakralnego. Poprzez obecność prawosławnej świątyni teren ten był przez ponad dwa stulecia uświęconą ziemią i ważnym punktem na religijnej mapie miasta, dlatego powinna ona zostać odrestaurowana. Do odbudowy soboru strona kościelna przekonała władze państwowe, reprezentowane przez gubernatora obwodu swierdłowskiego, Aleksandra Miszarina. Już wówczas planowano by kamień węgielny został wmurowany w połowie kwietnia tego samego roku, w czasie wizyty w mieście patriarchy Moskwy i całej Rusi Cyryla I. Arcybiskup Wincenty osobiście przedstawił gubernatorowi Miszarinowi pomysł odbudowy soboru. Plotki głosiły, że gubernator Miszarin chciał odcisnąć swoje piętno na mieście i regionie, gdyż jak się wyrażano: „Gubernator Rossiel zbudował Cerkiew na Krwi, mer Czerniecki Wielki Złatoust, a Miszarin odbuduje sobór św. Katarzyny”. Inne nieprzychylne gubernatorowi źródła twierdziły, że chce on po prostu zbudować większą świątynię niż jego poprzednik.
Jeszcze tego samego dnia (18 marca 2010 r.) lokalne media podały, że ze swojego stanowiska ustąpił główny architekt obwodu swierdłowskiego Grigorij Mazajew. Oficjalną przyczyną rezygnacji miały być powody zdrowotne, ale dziennikarze sugerowali, że Mazajew sprzeciwił się pomysłowi odbudowy soboru Jekaterierińskiego i w ramach protestu podał się do dymisji. 19 marca 2010 r. odbyło się oficjalne posiedzenie miejskiej komisji ds. planowania i zagospodarowania przestrzennego, podczas którego Mazajew zdementował te plotki i poparł ideę rekonstrukcji soboru. Tego samego dnia gubernator Miszarin zapowiedział, że w związku z nadchodzącą wizytą patriarchy Cyryla (rozpoczynającą się 16 kwietnia 2010 r.) władze rozpoczną serię spotkań i publicznych wysłuchań dotyczących sprawy soboru Jekatierińskiego. Pierwszy projekt przedstawiony 19 marca nie przesądzał jeszcze czy zostanie on odbudowany w formie oryginalnej (pochodzącej z XVIII wieku) czy w wersji po przekształceniach do jakich doszło w XIX wieku. Wstępne plany jakie wówczas przedstawiono zakładały także budowę pod soborem podziemnego garażu (dla 110 pojazdów), który rozwiązałby problemy z miejscami postojowymi w tym rejonie miasta. W bryłę świątyni wkomponowana miała zostać już istniejąca kaplica św. Katarzyny, a całość otoczona miała zostać parkanem. 

### Konflikt

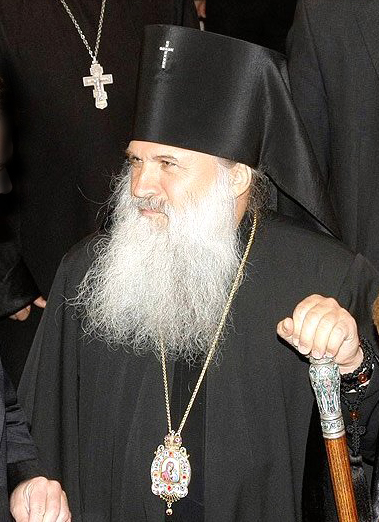
Arcybiskup Wincenty (1999–2011). Główny inicjator pomysłu odbudowy soboru

Projekt odbudowy soboru św. Katarzyny w Jekaterynburgu wywołał szeroką dyskusję nie tylko wśród architektów, historyków, przedstawicieli nauki, kultury i sztuki, ale także wśród zwykłych mieszkańców miasta i regionu. Przeciwnicy twierdzili, że teren ten jest rzadką oazą zieleni w centrum miasta, a fontanna wrosła przez dziesięciolecia w krajobraz dzielnicy. Podnoszono także argument, że lepiej budować kina lub teatry, które są „lepsze dla społeczeństwa od świątyń”. Entuzjazmu wobec odbudowy nie wykazał także mer miasta, Arkadij Czerniecki. Zdaniem przeciwników rekonstrukcja nie ma sensu, gdyż tkanka miejska na tym obszarze uległa już takim przeobrażeniom, że sobór nie będzie się w nią zupełnie wpisywał, a istniejąca tam już mała architektura czyni to doskonale. Eliminacja terenów zielonych będzie natomiast prawdziwą tragedią dla okolicznych mieszkańców, którzy stracą jedne z niewielu miejsc do spacerów i rekreacji. Wskazywano także na potencjalne problemy komunikacyjne. Budowa może zamknąć ten fragment centrum miasta na lata, a leży ono przy ważnych arteriach i ma szczególne znaczenie transportowe. Problemem będą także wielkie uroczystości religijne, w czasie których okoliczne ulice będą musiały być zamykane, co powodować będzie korki i paraliż transportowy. Zwracano też uwagę na fakt, że w swej obecnej formie plac Pracy i jego okolice są terenem o wartości kulturowej i jako takie podlegają ochronie, wszelka ingerencja będzie wymagać zgody Ministerstwa Kultury Rosji i rządu federalnego. Sobór będzie tylko repliką, nigdy oryginałem, jako taki nie będzie też posiadać większej wartości kulturalno-historycznej. Przeciwnicy odbudowy twierdzili ponadto, że czasy się zmieniły i nowoczesne społeczeństwo wyznające wartości liberalno-demokratyczne nie potrzebuje wracać do przeszłości i do dawnych ideałów związanych z wiarą prawosławną – sobór nie jest więc nikomu do niczego potrzebny. Pojawiły się też głosy, że w centrum uralskiej metropolii istnieje już wystarczająca liczba obiektów kultu, a nowe powinny powstawać na jego obrzeżach i w młodych dzielnicach, czyli tam gdzie są najbardziej potrzebne. Wielu znanych obywateli miasta, związanych z różnego typu dziedzinami życia (od naukowców przez piosenkarzy do pisarzy) otwarcie sprzeciwiło się idei. Pojawiły się też znacznie bardziej zdecydowane reakcje. Leonid Wołkow, członek jekaterynburskiej rady miejskiej, nazwał propozycję odbudowy „splunięciem w twarz miasta i jego mieszkańców”, którzy jego zdaniem powinni zaangażować się w ratunek fontanny i skwerów znajdujących się wokół niej. Biskupa i gubernatora określił on mianem średniowiecznych tyranów. 
Obrońcy rekonstrukcji podkreślali natomiast, że odbudowa soboru będzie naprawieniem barbarzyńskiego aktu dokonanego przez bolszewików. Jest to więc sprawa „historycznej sprawiedliwości”. Odbudowa przywróci tym samym centrum jego historyczny wygląd i stanie się atrakcją turystyczną dla miasta. Argumentowano, że na tym terenie tym grzebani byli wybitni obywatele Jekaterynburga i nie powinno to być miejsce rozrywki i rekreacji. Obrońcy odbudowy przekonywali też, że współczesne pokolenie jest to winne swoim przodkom, bowiem dla nich sobór był ważnym miejscem i jednym z symboli uralskiej metropolii. Świątynia powstała razem z miastem, razem z nim rosła i przez wieki odzwierciedlała jego dumną historię i trwałość. Gubernator Miszarin broniąc pomysłu stwierdził, że Jekaterynburg rozpoczął swoją historię od tamy i świątyni św. Katarzyny, ta pierwsza istnieje, a fakt że drugi symbol miasta został zniszczony jest wielką stratą dla dziedzictwa historycznego. Jednocześnie zapewnił, że żadne decyzje nie powinny być podejmowane w pośpiechu i bez szerokich konsultacji. Strona kościelna wyraziła przekonanie, że fontanna i tereny zielone mimo wszystko nie przedstawiają tak wielkiej historycznej i kulturalnej wartości jak zniszczony sobór, i zawsze mogą zostać przeniesione w inne miejsce. Stwierdzono też, że Jekaterynburg zawdzięcza swą nazwę św. Katarzynie Aleksandryjskiej, a brak jest w tej uralskiej metropolii świątyni jej wezwania. Pomysł odbudowy, podobnie jak w przypadku strony przeciwnej, poparło wielu znanych ludzi nauki, kultury, architektów, dziennikarzy oraz działaczy społecznych i politycznych.

### Protesty i manifestacje

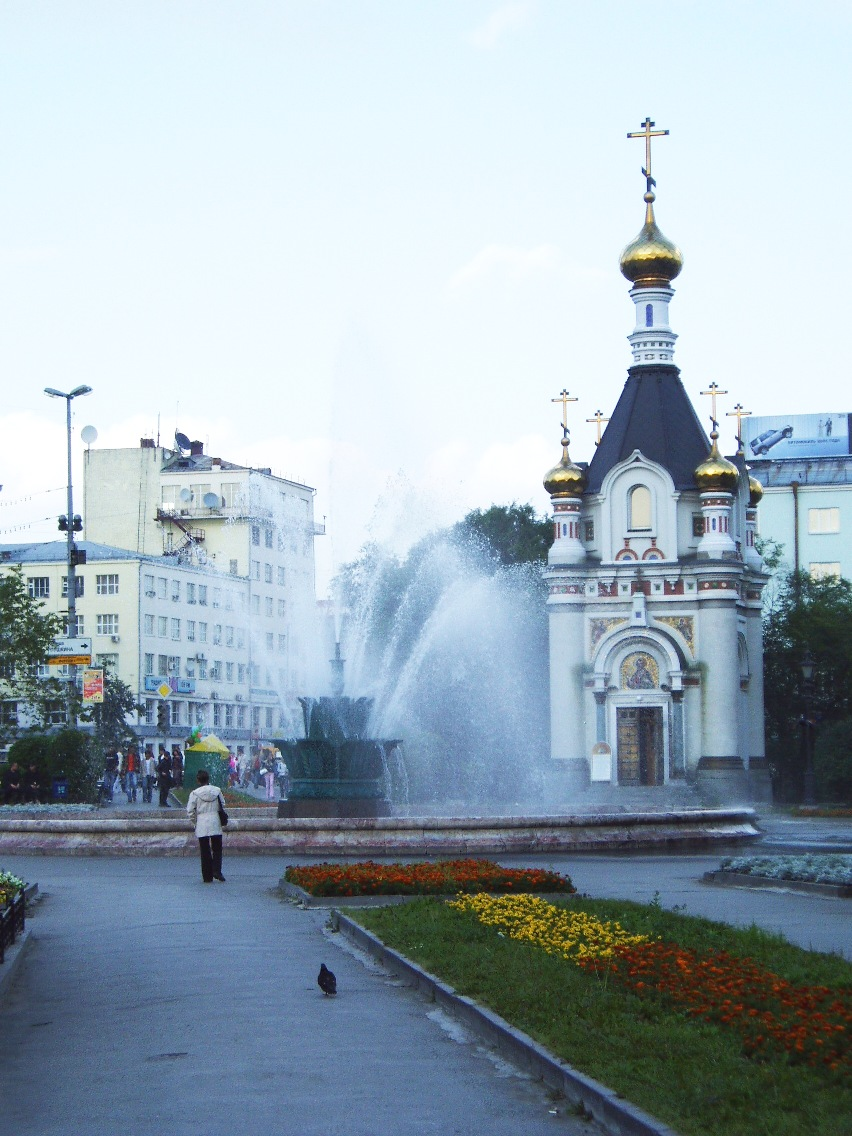
Fontanna w obronie której protestowali przeciwnicy odbudowy soboru

Różne organy władz miejskich zajmujących się planowaniem i zagospodarowaniem przestrzennym nie były w stanie dojść do porozumienia i wydać jednoznacznej opinii za lub przeciw odtworzeniu soboru. Podziały wśród mieszkańców był tak znaczne, że nawet lokalny oddział Komunistycznej Partii Federacji Rosyjskiej nie umiał zająć jednoznacznego stanowiska w tej sprawie. Część przeciwników odbudowy soboru zdążyła złożyć do prokuratury generalnej Federacji Rosyjskiej podejrzenie o popełnieniu przestępstwa jakiego dopuścić by się miały władze obwodowe i kościelne. Uważali oni m.in., że nie tylko brak konsultacji społecznych jest złamaniem przepisów, ale także że budowa tak wysokiego obiektu w tym miejscu miasta i tak blisko okolicznych zabudowań będzie niezgodna z rosyjskim prawem budowlanym. W międzyczasie wspomniany już Leonid Wołkow zapowiedział zwołanie manifestacji wszystkich przeciwników odbudowy. Zaplanowano ją na 10 kwietnia 2010 r., w tygodniu po zakończeniu obchodów prawosławnej Wielkanocy, a odbyć się miała na spornym placu Pracy. Jak podkreślali organizatorzy ich protest nie miał mieć wydźwięku antyreligijnego, a głównym powodem ich oburzenia jest podejmowanie tak ważnych decyzji bez konsultacji z mieszkańcami. Ich zdaniem sprawa ta powinna zostać rozstrzygnięta w ogólnomiejskim referendum. Spodziewali się jednocześnie przybycia około 4 tysięcy ludzi. Zapowiedziano też, że w czasie pikiety będą zbierane podpisy pod oficjalnym protestem. Według sond internetowych, w tym na oficjalnym portalu administracji miasta, zdecydowana większość obywateli Jekaterynburga była przeciwna budowie soboru Jekaterińskiego. Władze miasta zapowiedziały natomiast przeprowadzenie konsultacji społecznych. Arcybiskup Wincenty stwierdził natomiast, że histeria jaka rozgorzała w mieście jest zdecydowanie przesadzona. Jego zdaniem tak zmasowana opozycja wobec odbudowy jest przejawem antyreligijnej działalności pewnych grup, które są wrogie wierze prawosławnej i chcą zmusić go do ustąpienia ze stanowiska. Biskup wyraził także smutek z faktu, że niektórzy mieszkańcy nie rozumieją historycznej i duchowej wartości jaką sobór był dla ich przodków i jak ważne jest naprawienie krzywdy jaką wyrządzili bolszewicy wszystkim mieszkańcom Jekaterynburga. Zwrócił uwagę, że ktokolwiek walczył z Kościołem i wiarą, zawsze źle kończył i że kara Boska sięgała nawet siódmego pokolenia. Jednoznacznie stwierdził, że nie można wygrać walki z Bogiem. Podkreślił także, że odbudowa soboru św. Katarzyny powinna być dla Jekaterynburga tym czym dla Moskwy była odbudowa soboru Chrystusa Zbawiciela. W dzień protestów eparchia zapowiedziała modlitwy w świątyniach miasta w intencji pozytywnego zakończenia sporu i odbudowy soboru. Możliwość mediacji między stronami zaoferował prezydenckim wysłannik do Uralskiego Okręgu Federalnego.
Manifestacja jaka zebrała się 10 kwietnia 2010 r. na placu Pracy w Jekaterynburgu (w pobliżu pomnika Tatiszczewa i de Gennina) zgromadziła ponad 6 tysięcy przeciwników odbudowy soboru. Protestujący w rozmowach w mediami zwracali uwagę, że do tej pory wiele prawosławnych cerkwi i soborów w mieście i okolicach, których budowy lub remonty rozpoczęto, nie może się przez lata doczekać zakończenia prac i ciągle brakuje dla nich środków finansowych. Uczestnicy pikiety podkreślali, że ich protest nie ma charakteru ideologicznego, nie jest to walka z religią, lecz rodzaj pragmatyzmu. Ich zdaniem Jekaterynburg nie potrzebuje nowych miejsc kultu religijnego, lecz raczej szkół, przedszkoli i innych obiektów użyteczności publicznej. Zgromadzeniu towarzyszyły koncerty lokalnych zespołów muzycznych, a całości nadano kolorową oprawę. Komentarze arcybiskupa sprzed kilku dni, które tylko zaogniły i tak napiętą już sytuację, odebrano jako groźby i zapowiedziano złożenie zawiadomienia o podejrzeniu popełnienia przestępstwa. Kontrowersje wzbudziło także zamieszczenie w prasie kościelnej listy nazwisk osób publicznych, którzy sprzeciwili się idei odbudowy soboru. Listę opatrzono hasłem „historia zapamięta te nazwiska”. W demonstracji wzięli udział nie tylko zwykli mieszkańcy miasta, ale także wspomniani już przedstawiciele świata kultury i nauki. Zebrano łącznie 3591 podpisów pod wnioskiem o rozpisanie referendum w sprawie odbudowy soboru. Służby porządkowe i miejskie, a także strona kościelna podały natomiast, że liczba 6 tysięcy uczestników została zdecydowanie zawyżona przez organizatorów. Zdaniem niektórych zwolenników rekonstrukcji soboru hasła wznoszone w czasie manifestacji miały charakter antyprawosławny, wzywający do przemocy i jako taki mający formę karalnego ekstremizmu. Stanowiło to według nich pogwałcenie artykułu 282 rosyjskiego kodeksu karnego. Zapowiedzieli zwrócenie się do prezydenta Dmitrija Miedwiediewa z wnioskiem o zbadanie sprawy i ewentualne ukaranie sprawców. Protest zbiegł się z osiemdziesiątą rocznicą wysadzenia soboru św. Katarzyny.

### Wyciszenie sporu

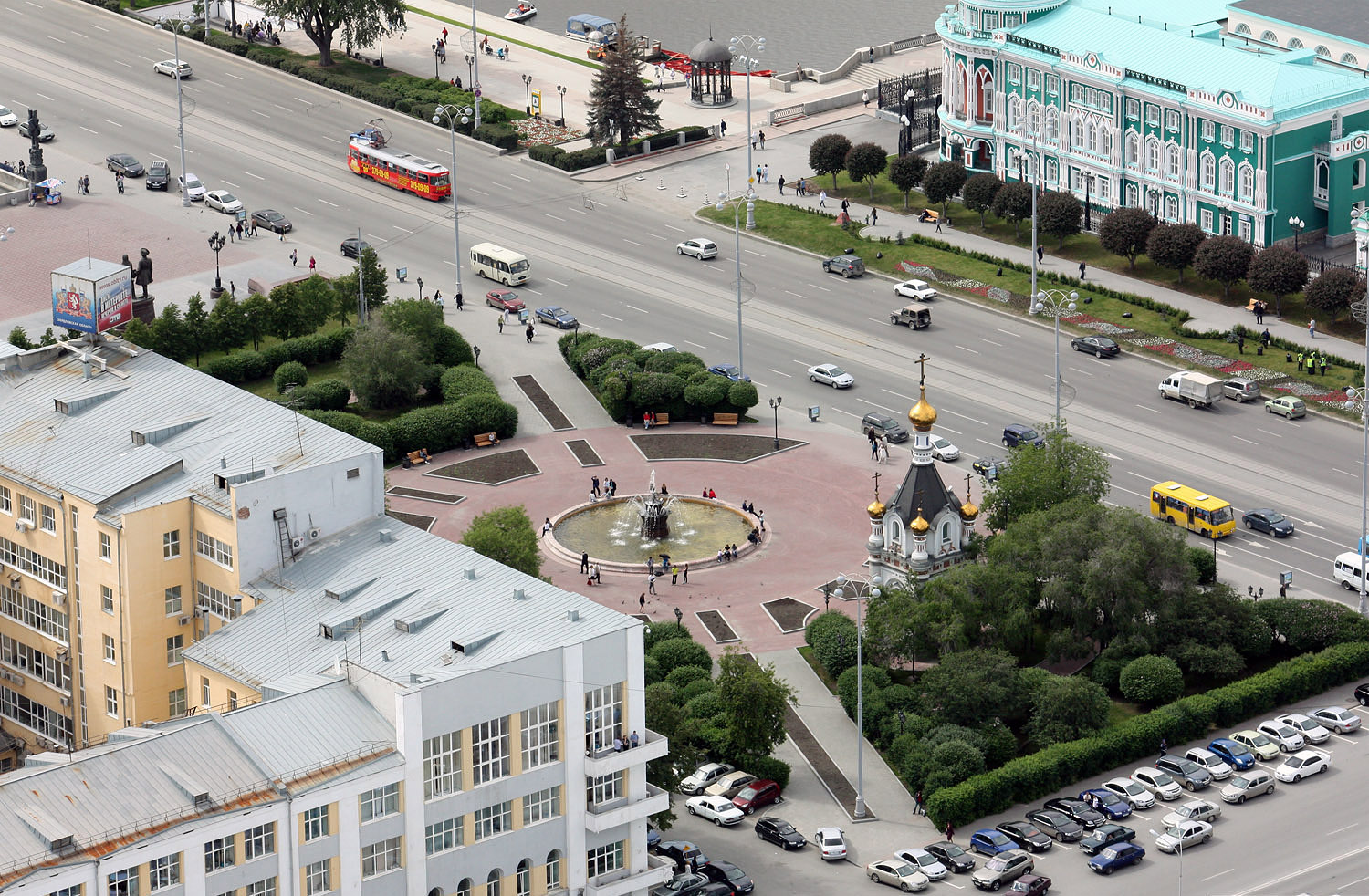
Plac Pracy, na którym planowano odbudować sobór św. Katarzyny

W kwietniu 2010 r. mer miasta, Arkadij Czerniecki, pierwszy raz oficjalnie wypowiedział się na temat odbudowy soboru św. Katarzyny. Stwierdził, że sam pomysł nie stoi w sprzeczności z literą prawa, ale ewentualna odbudowa będzie wymagała zmiany planu zagospodarowania przestrzennego tego rejonu miasta, gdyż nie przewiduje on na razie możliwości wzniesienia tak wysokiej budowli. Arcybiskup Wincenty ponownie broniąc pomysłu oznajmił, że uralska metropolia potrzebuje większej ilości prawosławnych świątyń. Obecnie (tj. w 2010 r.) jest ich czynnych w mieście zaledwie 20, a zdaniem władz kościelnych i patriarchy Cyryla jedna świątynia powinna przypadać na 10 tysięcy mieszkańców (Jekaterynburg zamieszkuje około 1,3 miliona osób). Jeszcze raz podkreślił, że nie rozumie zamieszania jakie wybuchło w sprawie planów odbudowy, zwłaszcza że już 5 lat wcześniej pojawiły się takie pomysły i nie spotkały się z żadną reakcją, wprost przeciwnie – z pozytywnym odbiorem specjalistów. W maju 2010 r. władze obwodu swierdłowskiego ogłosiły, że istnieją dwa projekty restauracji świątyni, jeden mniej a drugi bardziej ambitny. Zapowiedziano, że głosy opinii publicznej zostaną wzięte pod uwagę przy podejmowaniu ostatecznej decyzji. Jeszcze w kwietniu Leonid Wołkow ujawnił dokumenty, z których wynikało, że obwód swierdłowski jest gotowy przeznaczyć na odbudowę soboru 325 350 000 rubli.
14 maja 2010 r. ulicami Jekaterynburga przeszła procesja wiernych pod przewodnictwem arcybiskupa Wincentego, która zatrzymała się przy najważniejszych świątyniach prawosławnych znajdujących się w centrum miasta. Wzięło w niej udział około 10 tysięcy wiernych, którzy m.in. wyrazili swe poparcie dla pomysłu odbudowy soboru Jekaterierińskiego. Wkrótce ideę rekonstrukcji poparli także Kozacy uralscy, którzy wydali na ten temat specjalne oświadczenie. 17 maja 2010 r. zwolennicy odbudowy zaprezentowali alternatywny projekt restauracji soboru. Przewidywał on przesunięcie spornej fontanny w stronę zachodnią, w kierunku pomnika Tatiszczewa i de Gennina. Dodatkowo projekt ten nie tylko nie zakładał redukcji terenów zielonych, ale ich zwiększenie. 20 maja 2010 r. obwodowy oddział rządzącej partii Jedna Rosja ogłosił swe poparcie dla idei odbudowy soboru Jekatierińskiego. W czerwcu 2010 r. arcybiskup Wincenty oznajmił, że eparchia nie wystąpiła jeszcze z oficjalnym wnioskiem o restaurację świątyni i jak na razie takiego wniosku składać nie będzie. Lokalne media uznały, że oznacza to rezygnację z planów odbudowy. Mimo to działacze organizacji prawosławnych podali do publicznej wiadomości, że referendum w sprawie odbudowy soboru, z uwagi na wysoki koszt takiego przedsięwzięcia (ok. 30 milionów rubli), nie jest potrzebne. Jednocześnie poparli oni ideę kompromisowego projektu, który przewidywałby zarówno odbudowę soboru jak i zachowanie dotychczasowej małej architektury tego miejsca. Z tą opinią nie zgodzili się ich oponenci, reprezentowani przez Wołkowa. Dla nich najlepszym wyjściem z całej sytuacji jest pozostawienie spornego miejsca bez żadnych zmian.
11 sierpnia w kaplicy św. Katarzyny odprawiono Boską Liturgię m.in. w intencji odbudowy soboru. Było to nie tylko pierwsze tego typu nabożeństwo odbywające się w kaplicy, ale także pierwsza od osiemdziesięciu lat liturgia odprawiona na terenie dawnego soboru. Jesienią 2010 r. zawiązane zostało Towarzystwo św. Katarzyny, mające na celu oprócz wspierania idei odbudowy soboru, także zacieśnianie współpracy z innymi rosyjskimi miastami, którymi patronuje św. Katarzyna. W listopadzie grupa dziennikarzy (towarzyszyła im żona gubernatora, Inna) z obwodu swierdłowskiego odbyła pielgrzymkę na Górę św. Katarzyny, gdzie odwiedziła klasztor jej poświęcony. Zapowiedziano też peregrynację relikwii św. Katarzyny Aleksandryjskiej do Jekaterynburga. Lokalne media podały również, że zwolennicy odbudowy rozpoczną wielostopniowy proces mający doprowadzić do restauracji świątyni. Najprawdopodobniej jednak nie będzie on prowadzony w pośpiechu, a rozwiązanie wszystkich kwestii formalno-prawnych potrwa co najmniej kilka lat. Sprawa konfliktu miała też zostać przedstawiona rosyjskiemu premierowi Władimirowi Putinowi w czasie jego listopadowej wizyty w regionie.
W 2011 r. zaszły zmiany na najwyższych szczeblach eparchii jekaterynburskiej. Jej nowym ordynariuszem (w randze metropolity) został arcybiskup Cyryl. Na spotkaniu z gubernatorem swierdłowskim w październiku 2011 r. wyrazić miał przekonanie, że sobór nie musi zostać odbudowany na spornym placu Pracy, lecz może zostać przeniesiony w inne miejsce, które nie będzie prowadzić do konfliktu wśród mieszkańców miasta. Według informacji z czerwca 2012 r. sprawa odbudowy soboru św. Katarzyny została na razie zamknięta.